# Sisyrnodytes
Sisyrnodytes är ett släkte av tvåvingar. Sisyrnodytes ingår i familjen rovflugor.

## Arter inomSisyrnodytes[1]
- Sisyrnodytes apicalis
- Sisyrnodytes aterrimus
- Sisyrnodytes brevis
- Sisyrnodytes curtus
- Sisyrnodytes defusus
- Sisyrnodytes diplocus
- Sisyrnodytes engeddensis
- Sisyrnodytes erebus
- Sisyrnodytes irwini
- Sisyrnodytes leucophaetus
- Sisyrnodytes luscinius
- Sisyrnodytes major
- Sisyrnodytes nilicola
- Sisyrnodytes niveipilosus
- Sisyrnodytes sericeus
- Sisyrnodytes subater
- Sisyrnodytes vestitus